# Premiul Oscar pentru cele mai bune efecte vizuale
Premiul Oscar pentru cele mai bune efecte vizuale este unul dintre premiile Oscar, acordate de „Academy of Motion Picture Arts and Sciences”. A fost acordat prima dată în 1929, din 1964 sub denumirea Cele mai bune efecte speciale. Între 1965 și 1972, numele categoriei a fost Cele mai bune efecte speciale vizuale. Din 1978, categoria poartă numele actual.
Pentru ca un film să fie eligibil pentru această categorie, el trebuie să includă o imagine creată care nu este disponibilă pentru filmat. De exemplu, crearea digitală a unei clădiri încă existente nu face un film eligibil la această categorie, în schimb recrearea unui oraș antic face ca filmul respectiv să poată fi nominalizat.

## Anii 1960
- 1964 Cleopatra
- 1965 Mary Poppins
- 1966 Operațiunea Thunderball
- 1967 Fantastic Voyage
- 1968 Doctor Dolittle
- 1969 2001: A Space Odyssey

## Anii 1970
- 1970 Naufragiați în spațiu (Marooned)
- 1971 Tora! Tora! Tora!
- 1972 Bedknobs and Broomsticks
- 1979 Războiul stelelor
- 1979 Star Wars

## Anii 1980
- 1980 Alien
- 1982 Raiders of the Lost Ark
- 1983 E.T. Extraterestrul
- 1985 Indiana Jones and the Temple of Doom
- 1986 Cocoon
- 1987 Aliens
- 1988 Innerspace
- 1989 Who Framed Roger Rabbit

## Anii 1990
- 1990 The Abyss
- 1992 Terminatorul 2: Ziua Judecății
- 1993 Death Becomes Her
- 1994 Jurassic Park
- 1995 Forrest Gump
- 1996 Babe
- 1997 Independence Day
- 1998 Titanic
- 1999 O iubire fără sfârșit

## Anii 2000
- 2000 Matrix
- 2001 Gladiatorul
- 2002 The Lord of the Rings: The Fellowship of the Ring
- 2003 The Lord of the Rings: The Two Towers
- 2004 The Lord of the Rings: The Return of the King
- 2005 Spider-Man 2
- 2006 King Kong
- 2007 Pirații din Caraibe: Cufărul omului mort
- 2008 The Golden Compass
- 2009 The Curious Case of Benjamin Button

## Anii 2010
- 2010 Avatar
- 2011 Începutul
- 2012 Hugo
- 2013 Life of Pi
- 2014 Gravity
- 2015 Interstellar
- 2016 Ex Machina
- 2017 The Jungle Book
- 2018 Blade Runner 2049
- 2019 1917

## Anii 2020
- 2020/21 Tenet
- 2021 Dune
- 2022 Avatar: The Way of Water
- 2023 Godzilla Minus One
- 2024 Dune: Partea II